# Литл Джо-2
Литл Джо-2 (LJ-2) — испытательный суборбитальный полёт НАСА, целью которого было тестирование капсулы космического корабля Меркурий. Старт был произведён 4 декабря 1959 года со стартовой площадки LA-1 на острове Уоллопс, штат Виргиния.

## Старт
В полёте Литл Джо-2 впервые в рамках программы «Меркурий» в космическое пространство было отправлено животное: на борту корабля была обезьяна — макак-резус (Macaca mulatta) по кличке Сэм. Его полёт был призван осуществить проверку космического оборудования и оценить отрицательное воздействия космического пространства на живое существо.
Запуск состоялся 4 декабря 1959 в 11:15 с острова Уоллопс, Виргиния, Соединенные Штаты. Литл Джо-2 был выведен в околоземное пространство достигнув в апогее высоты 88 км. Космический корабль с невредимой обезьяной был подобран в Атлантическом океане кораблём США USS Borie. Сэм был одной из нескольких обезьян в космосе, его дрессировали и тренировали в Школе Авиационной медицины в Сан-Антонио, Техас, и его кличка представляет собой аббревиатуру названия этой школы (SAM — School of Aviation Medicine). Время полёта составляло 11 минут 6 секунд, полная масса корабля 1007 кг.

## В настоящее время
Модель капсулы космического корабля Меркурий, используемого в полёте Литл Джо-2, в настоящее время экспонируется в Air Power Park в Хэмптоне, штат Виргиния.